# 카페 소스페소

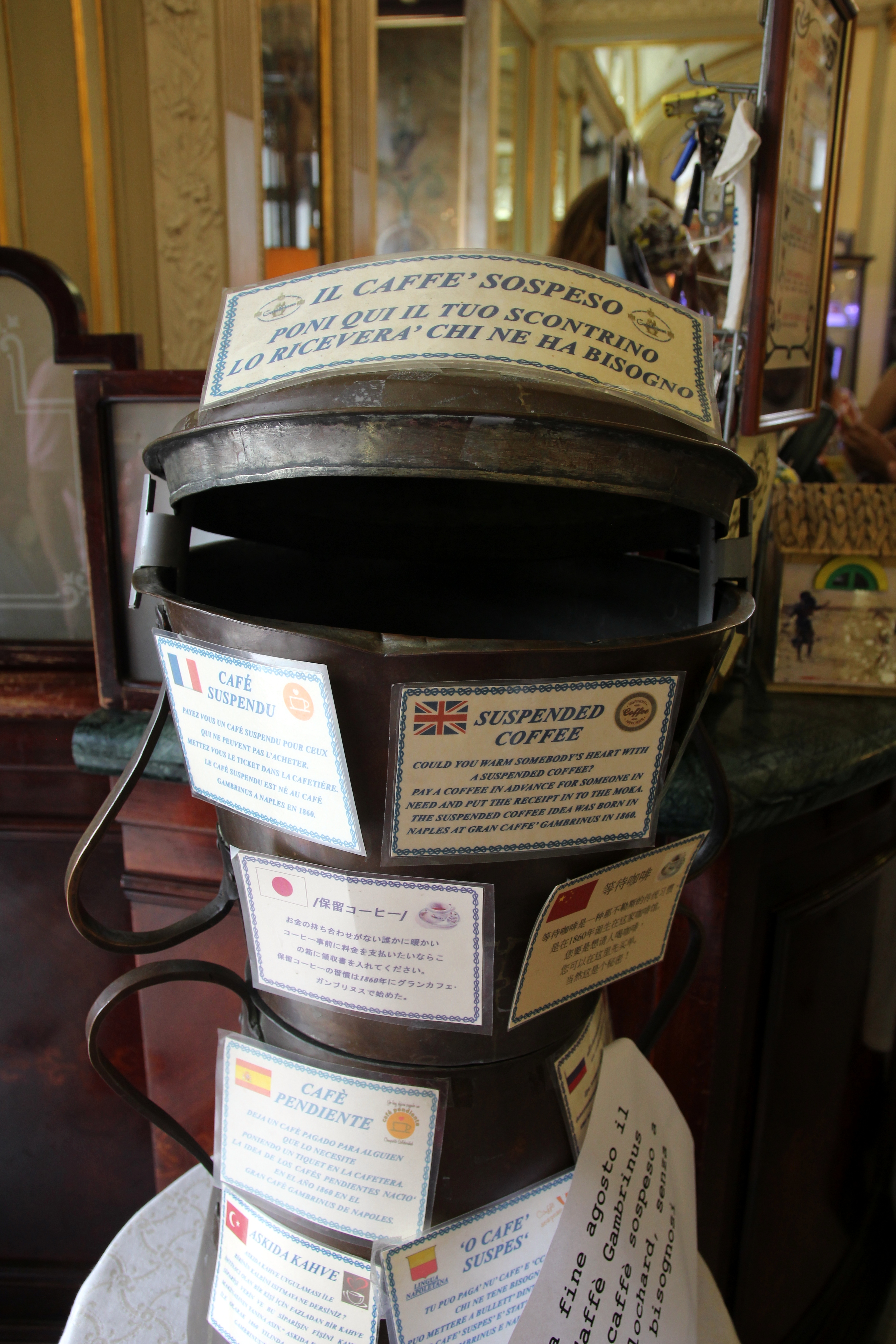

카페 소스페소(이탈리아어: Caffè sospeso)란 카페를 방문한 손님이 가난해서 커피를 사마실 돈이 없는 다른 익명의 손님을 위해서 커피 한 잔의 값을 더 계산하는 것을 말한다. 소스페소(sospeso)는 ‘미정’, ‘연기되다’, ‘미루다’ 등의 뜻을 가진 이탈리아어이다.
커피가 생활에 큰 부분을 차지하는 이탈리아에서는 가난한 사람들을 위해 커피를 나누는 활동을 하는데 이것을 카페 소스페소라고 말한다.
한국에도 이러한 명칭을 따서 만든 카페가 많아지고 있지만 이러한 카페를 찾는 손님들이 정말 커피한잔을 더 계산하고 가는지는 모른다.